# Biały Kościół (Basse-Silésie)
Pour les articles homonymes, voir Biały Kościół.
Biały Kościół est une localité polonaise de la gmina et du powiat de Strzelin en voïvodie de Basse-Silésie.